# 29A
29A fue el nombre de un grupo de programadores de virus. Comenzó con todos sus miembros de origen español para luego abrirse internacionalmente y tuvo entre sus filas a varios de los escritores de virus más importantes a nivel mundial durante casi dos décadas.

## Los inicios
Los orígenes se remontan a la BBS especializada en virus informáticos Dark Node, donde floreció un intercambio de conocimiento en el que se analizaban virus, se buscaban bugs en productos antivirus, y se comenzó a compilar toda esta información en lo que sería su primer magazine.
El significado de su nombre proviene de una simple conversión entre sistemas de numeración, ya que "29A" es la representación hexadecimal del número "666" en el sistema decimal. Cabe destacar que en los orígenes el propósito del grupo nunca fue la creación de virus dañinos sino "hoax", sistemas de salto de seguridad inocuos, y con un protocolo de actuación en el "sistema desencriptado" de saludo e identificación de puertas abiertas en máquina/servidor en archivo de texto en el directorio /home /user.

## Desarrollo
El primer magazine electrónico de 29A fue publicado el 13 de diciembre de 1996 (viernes 13). El segundo magazine fue publicado el 13 de febrero de 1998. 
Entre los virus más famosos programados por miembros del grupo, el primer virus para Windows NT / Win32, y varios más, el primer multiplataforma (Esperanto), el primer virus para Linux y Windows el primer virus para el sistema operativo Symbian OS en móviles que se transmitía mediante Bluetooth y varios virus para Linux.
29A cerró en febrero del 2008.